# Villers-sur-Coudun
Villers-sur-Coudun is een gemeente in het Franse departement Oise (regio Hauts-de-France). De plaats maakt deel uit van het arrondissement Compiègne. Villers-sur-Coudun telde op 1 januari 2022 1.419 inwoners.

## Geografie
De oppervlakte van Villers-sur-Coudun bedroeg op 1 januari 2022 6,39 vierkante kilometer; de bevolkingsdichtheid was toen 222,1 inwoners per km².

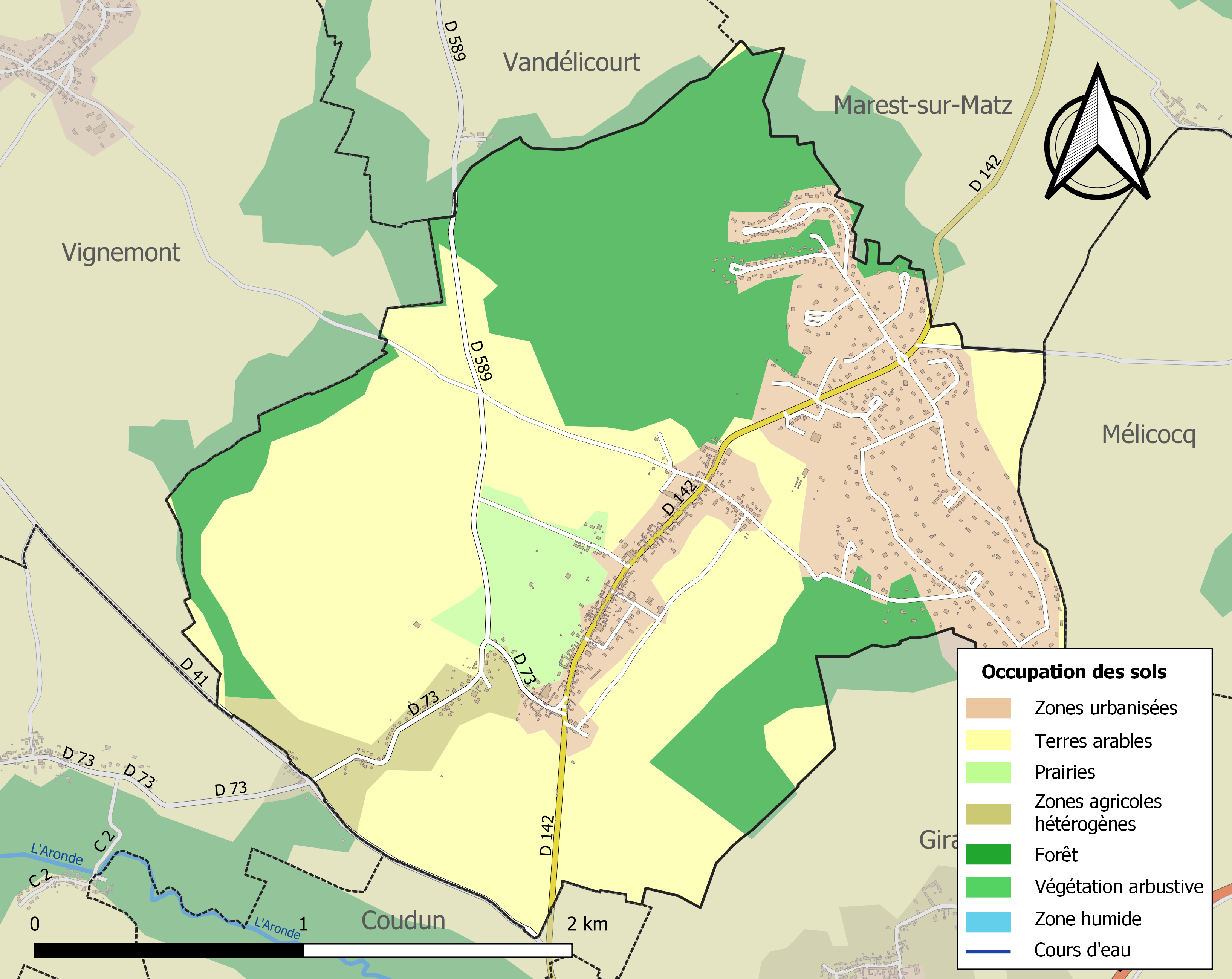
Kaart van de gemeente met belangrijkste infrastructuur, bodemgebruik en omliggende gemeenten

## Demografie
Onderstaande figuur toont het verloop van het inwonertal (bron: INSEE-tellingen).